# Hutton Roof (South Lakeland)
Hutton Roof – wieś w Anglii, w Kumbrii, w dystrykcie (unitary authority) Westmorland and Furness. Leży 80 km na południe od miasta Carlisle i 344 km na północny zachód od Londynu. W 2001 miejscowość liczyła 193 mieszkańców. Zabytkowy kościół św. Jana.